# اویلتون (اکلاهما)
اویلتون(به انگلیسی: Oilton) شهری در ایالت اکلاهما کشور ایالات متحده آمریکا است که جمعیت آن در سرشماری سال ۲۰۱۰ میلادی، ۱٬۰۱۳ نفر بوده‌است.